# Musée Thyssen-Bornemisza
Pour les articles homonymes, voir Thyssen.

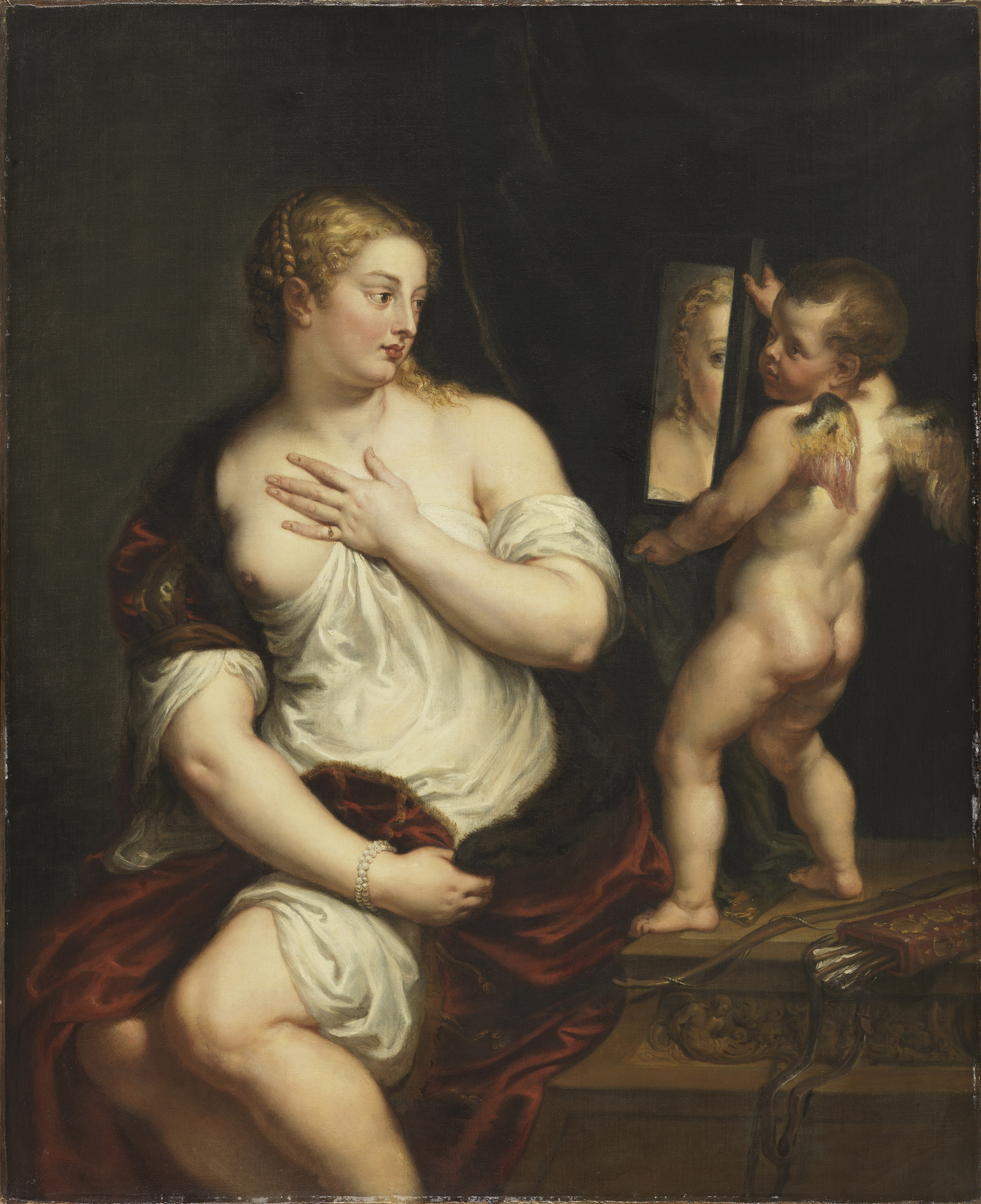
Vénus et l’Amour tenant un miroir, huile sur toile de Pierre Paul Rubens (c. 1625-35).

Le musée national Thyssen-Bornemisza est un musée d'art ancien, moderne et contemporain situé à Madrid (Espagne).
Son origine tient dans l'acquisition qu'a faite le gouvernement espagnol, en juillet 1993, de la majeure partie de la collection d'art réunie, à Lugano (Suisse), par la famille Thyssen-Bornemisza, en complément des pinacothèques et des collections nationales déjà existantes.

## Histoire de la collection Thyssen-Bornemisza
La famille Thyssen a constitué l'une des plus importantes collections d'art réunie au XXe siècle, consacrée à l'art européen de 1290 au pop art ; il s'agit, pour l'essentiel, de peintures, mais aussi de sculptures en marbre commandées par August Thyssen à Auguste Rodin. C'est surtout son fils Heinrich qui, profitant des faillites[Comment ?] entraînées par la crise de 1929[réf. nécessaire], agrandit considérablement la collection par l'acquisition de tableaux rares des XIVe et XVe siècles, ainsi que de primitifs flamands et d'œuvres de la Renaissance allemande ; par la suite, il collectionna aussi la plupart des grands noms de l'art occidental du XVIe, XVIIe et XVIIIe siècles.
Hans Heinrich a ouvert la collection sur le XIXe siècle et sur l'impressionnisme, ainsi que sur l'avant-garde du XXe siècle et la peinture américaine du XIXe siècle.
En 2004, Carmen, veuve de Hans Heinrich Thyssen, a enrichi le musée de près de 200 œuvres, notamment de peinture catalane, qui sont exposées à Barcelone.

## Le musée
Le musée Thyssen-Bornemisza est situé dans le palais de Villahermosa (en), à l'angle du paseo del Prado et de la carrera de San Jerónimo. Le palais fut construit entre la fin du XVIIIe siècle et le début du XIXe siècle dans un style néoclassique, conçu par Antonio López Aguado pour María Manuela Pignatelli y Gonzaga. L'intérieur a été réaménagé par Rafael Moneo.
À Barcelone, les collections sont hébergées, depuis 2004 et 2005, par le musée national d'art de Catalogne.
L'historien d'art Tomás Llorens a dirigé le musée de 1991 à 2005.

### Peintres et œuvres

#### Ecole italienne,XIIIe–XVesiècles
- Duccio : Le Christ et la Samaritaine
- Luca di Tommè
- Agnolo Gaddi
- Bernardo Daddi
- Paolo Uccello : Crucifixion entre saints
- Benozzo Gozzoli
- Bramantino : Christ de douleur
- Lorenzo Costa
- Alvise Vivarini
- Antonello da Messina : Portrait d'homme
- Piero della Francesca : Portrait de Guidobaldo de Montefeltre (ou Portrait d'un enfant)
- Domenico Ghirlandaio : Portrait de Giovanna Tornabuoni

#### Ecole flamande, XVe siècle
- Jan van Eyck : Diptyque de l'Annonciation
- Rogier van der Weyden : La Sainte Vierge avec l'Enfant Jésus
- Robert Campin : Portrait d'un homme gros
- Petrus Christus : La Vierge à l'arbre sec
- Hans Memling : Portrait de jeune homme en prière
- Gérard David : Crucifixion

#### Renaissance italienne
- Fra Bartolomeo
- Vittore Carpaccio : Portrait d'un chevalier (ou Jeune Chevalier dans un paysage)
- Le Corrège : Portrait de lycéen
- Bernardino Luini
- Gentile Bellini
- Giovanni Bellini : 
  - Sujet mystique
  - La Conversation sacrée
- Palma il Vecchio : Portrait d'une jeune femme, dite "La Belle"
- Raphaël : Portrait d'un jeune homme
- Titien : 4 peintures : 
  - Le Doge Francesco Venier
  - Portrait d'Antonio Anselmi
- Jacopo Tintoretto : 5 peintures :
  - Portrait d'un sénateur
- Paolo Veronese : 2 peintures :
  - Portrait d'une femme avec un chien
  - Annonciation
- Jacopo Bassano
- Giulio Romano
- Sebastiano del Piombo
- Bartolomeo Veneto
- Agnolo Bronzino : 2 peintures :  
  - Cosme de Medicis en armure
  - Jeune homme en Saint-Sébastien
- Domenico Beccafumi

#### École allemandeXVIesiècle

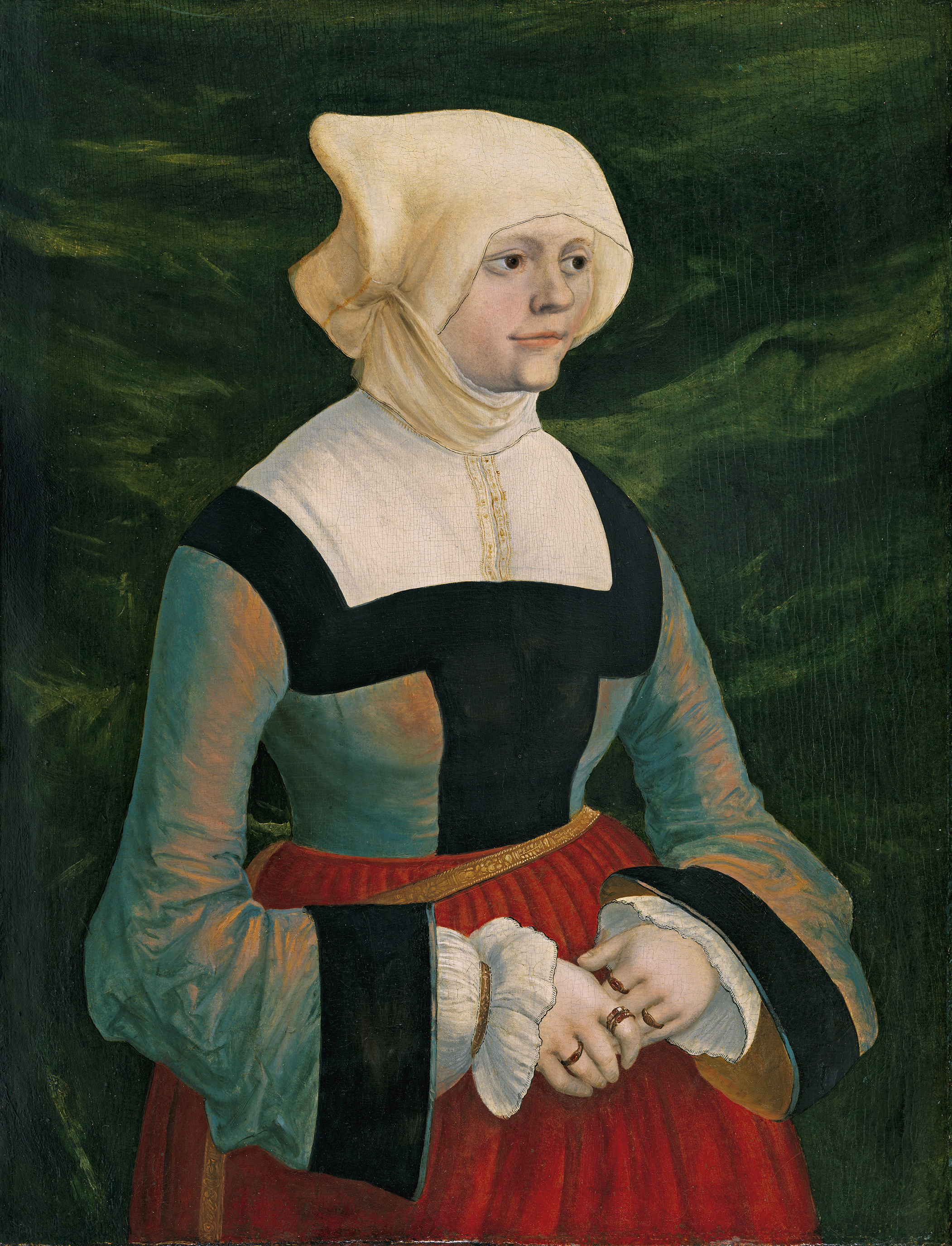
Albrecht Altdorfer, Portrait de jeune femme, v. 1522

Cette période est particulièrement bien représentée, avec plus de 40 œuvres.
- Albrecht Altdorfer : Portrait de jeune femme
- Albrecht Dürer : Jésus parmi les docteurs
- Hans Holbein le Jeune : Portrait d'Henri VIII d'Angleterre
- Hans Baldung Grien : 2 peintures : 
  - Adam et Eve
  - Portrait d'une Dame
- Lucas Cranach l'Ancien :
  - La Nymphe de la source
  - Vierge à la grappe de raisin
- Christoph Amberger
- Hans Maler : Portrait d'Anne Jagellon
- Hans Burgkmair
- Derick Baegert
- Michael Wolgemut

#### École flamandeXVIesiècle
- Jan Gossaert
- Joos van Cleve
- Joachim Patinier
- Maarten van Heemskerck
- Jan Mostaert
- Marinus van Reymerswaele
- Ambrosius Benson
- Anthonis Mor

#### Baroque européen
- Le Caravage : Sainte Catherine d'Alexandrie
- Le Greco : 4 peintures dont : 
  - 2 Annonciation
  - L'Immaculée Conception
- Guercino
- Orazio Gentileschi
- Carlo Maratta
- Rubens : 
  - Vénus et Cupidon
  - Portrait d'une jeune femme avec un rosaire
- Sebastiano Ricci
- Van Dyck : Portrait de Jacques Le Roy
- Rembrandt : Autoportrait aux deux chaînes
- Frans Hals : 3 peintures :
  - Portrait de famille dans un paysage
  - Portrait de femme
  - Portrait d'homme
- Jan Steen
- Pieter de Hooch : 3 peintures : 
  - Intérieur avec une femme et une fille
  - La Chambre du conseil à l'hôtel de ville d'Amsterdam
  - Société mangeant des huîtres
- Willem Kalf
- José de Ribera : 2 peintures dont : La Pietà
- Murillo
- Ribera : La Pietà
- Claude Gellée (Le Lorrain) : Paysage pastoral avec la fuite en Egypte
- Sébastien Bourdon
- Valentin de Boulogne
- Velasquez : 1 peinture : Marianne d'Autriche, reine d'Espagne
- Simon Vouet
- Zurbaran : 2 peintures :
  - Christ sur la Croix
  - Sainte Casilda
- Le Bernin : 1 sculpture : Saint Sébastien

#### XVIIIesiècle
- Canaletto : 7 peintures : 
  - La Place Saint-Marc à Venise

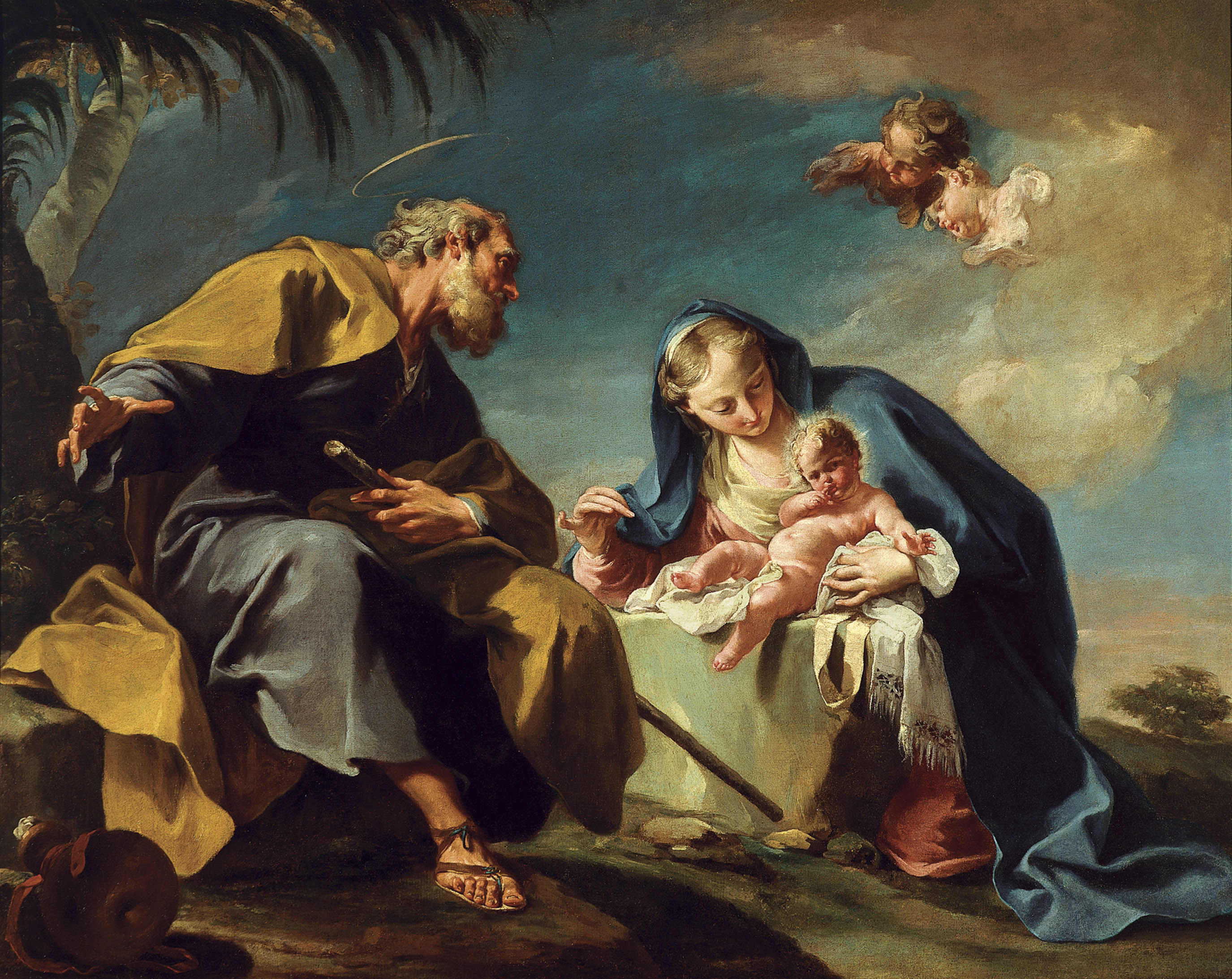
Repose sur la fuite en Egypte de Giambattista Pittoni, 1725-1726

  - Le Grand Canal, vu du Campo San Vio
  - Le Bucentaure
- Giambattista Tiepolo
- Francesco Guardi : 3 peintures :
  - Le Grand Canal vu du Campo San Vio
  - Canal de la Giudecca
- Bernardo Bellotto : 1 peinture : Caprice avec fleuve et pont
- Pietro Longhi : 1 peinture : Le Chatouillement
- Giambattista Pittoni : 1 peinture : Repos sur la fuite en Egypte
- Watteau : 2 peintures : 
  - La Pause
  - Pierrot joyeux
- Boucher : 3 peintures :
  - La Toilette
  - Paysage fluvial avec temple antique, et Paysage fluvial avec ruines et pont
- Fragonard : 2 peintures : 
  - La Balançoire
  - Portrait d'une jeune femme
- Nicolas Lancret : 2 peintures : 
  - La Balançoire
  - La Terre
- Nattier : Portrait de Madame Bouret en Diane
- Chardin : 3 peintures
- Angelica Kauffmann : Femme en vestale
- Hubert Robert : 3 peintures :
  - Le Temple de Diane à Nîmes
  - La Passerelle
  - Garde civile
- Thomas Gainsborough : Portrait de Sarah Buxton
- Johann Zoffany

#### XIXesiècle
- Francisco de Goya : Une femme et deux enfants à la fontaine
- Thomas Lawrence : 1 peinture : Portrait de David Lyon
- Eugène Delacroix : Louis d'Orléans montrant sa maîtresse
- Camille Corot : 
  - Promenade dans le parc des lions à Port Marly
  - Le Bain de Diane (La Source)
- Gustave Courbet : 2 peintures :
  - La Rivière Brème
  - La Plage de St Aubin sur mer
- Friedrich : 
  - Matin de Pâques
  - Bateau sur la Baltique
- Jongkind : 
  - Vue du port de Rotterdam
  - Moulin près de Delft
  - Chemin de halage
- Édouard Manet : 1 peinture : L'Amazone
- Auguste Renoir : Femme à l'ombrelle dans un jardin
- Paul Cézanne : 
  - Portrait d'un paysan
  - Le Verger
- Claude Monet : 4 peintures : 
  - La Débâcle à Vétheuil
  - Marée basse devant Varengeville
  - La Cabane à Trouville, marée basse
  - La Barque bleue
- Camille Pissarro : 6 peintures :
  - Le Jardin à Eragny
  - Chemin de Versailles à Louveciennes, soleil d'hiver et neige
  - Le Bois de Marly
  - Le champ de choux, Pontoise
  - Rue St Honoré, effet de pluie
- Alfred Sisley : 4 peintures dont : 
  - L'inondation à Port Marly
  - Un soir à Moret, fin octobre
- Edgar Degas : 3 peintures : 
  - Danseuse verte
  - Chez la modiste
  - Chevaux de course à l'entraînement
- Berthe Morisot : La Psyché
- Pierre Bonnard
- Paul Gauguin : 
  - Mata Mua ("Aux temps anciens")
  - Allées et venues (Martinique)
- Vincent van Gogh : 4 peintures dont : 
  - Les Vessenots à Auvers
  - Les Déchargeurs à Arles
- Henri de Toulouse-Lautrec :
  - La Rousse au chemisier blanc
  - Gaston Bonnefoy
- John Singer Sargent
- Winslow Homer

#### Cubisme et fauvisme
- Kandinsky : 8 peintures dont : 
  - Ludwigskirche à Munich
  - Place du Marché à Murnau
  - Composition aux trois points
- André Derain
- Henri Matisse : 3 peintures
- Pablo Picasso : 
  - Arlequin au miroir
  - Homme à la clarinette
  - Course de taureaux
- Georges Braque : 
  - Femme à la mandoline
  - La nappe rose
- Juan Gris : 3 peintures : 
  - Femme assise
  - Le fumeur
  - Bouteille et compotier
- Fernand Léger : 4 peintures :
  - L'Escalier
  - Composition : le disque
- Robert Delaunay

#### Expressionnisme allemand
- George Grosz
- Otto Dix : 1 peinture : Hugo Erfurth et son chien
- Ernst Ludwig Kirchner : 1 peinture : Cuisine d'un chalet d'alpage
- August Macke
- Franz Marc : Le Rêve
- Max Beckmann : 4 peintures : Quappi en rose
- Oskar Kokoschka
- Emil Nolde

#### Surréalisme
- Salvador Dalí : 3 peintures 
  - Rêve causé par le vol d'une abeille autour d'une grenade, une seconde avant l'éveil
  - Gravida retrouve les ruines d'Anthropomorphes
  - Portrait de Bunuel
- Joan Miró : 4 peintures : Paysan catalan à la guitare
- René Magritte : 1 peinture : La Clef des Champs
- Yves Tanguy : 
  - Nombres imaginaires
  - Encore et toujours
- Paul Delvaux : Femme au miroir
- Max Ernst : 4 peintures :
  - Sans titre (Dada)
  - Arbre solitaire et arbres conjugaux

#### Autres artistes
- Edward Munch : 3 peintures :
  - Crique avec bateau et maison
- Egon Schiele
- Marc Chagall : 4 peintures : 
  - La Maison grise
  - Sur le coq
- Paul Klee : 4 peintures
- Lyonel Feininger
- Piet Mondrian : 3 peintures :
  - Composition de couleurs
  - Composition en gris bleu
  - New York, New York
- Theo van Doesburg
- Jackson Pollock
- Mark Rothko
- David Hockney : En mémoire de Cecchino Bracchi
- Edward Hopper : 4 peintures :
  - Jeune fille à la machine à coudre
  - Chambre d'hôtel
  - Arbre sec et vue latérale de la maison Lombard
  - Martha McKeen of Wellfleet
- Roy Lichtenstein : Woman in bath
- Tom Wesselmann
- Robert Rauschenberg
- Francis Bacon : 1 peinture : Portrait de George Dyer dans un miroir
- Balthus : Le Jeu de cartes
- Karel Appel
- Lucian Freud : 4 peintures
  - Portrait du baron Thyssen Bornemisza
  - Reflet avec deux enfants (Autoportrait)
- Richard Estes

## Quelques œuvres

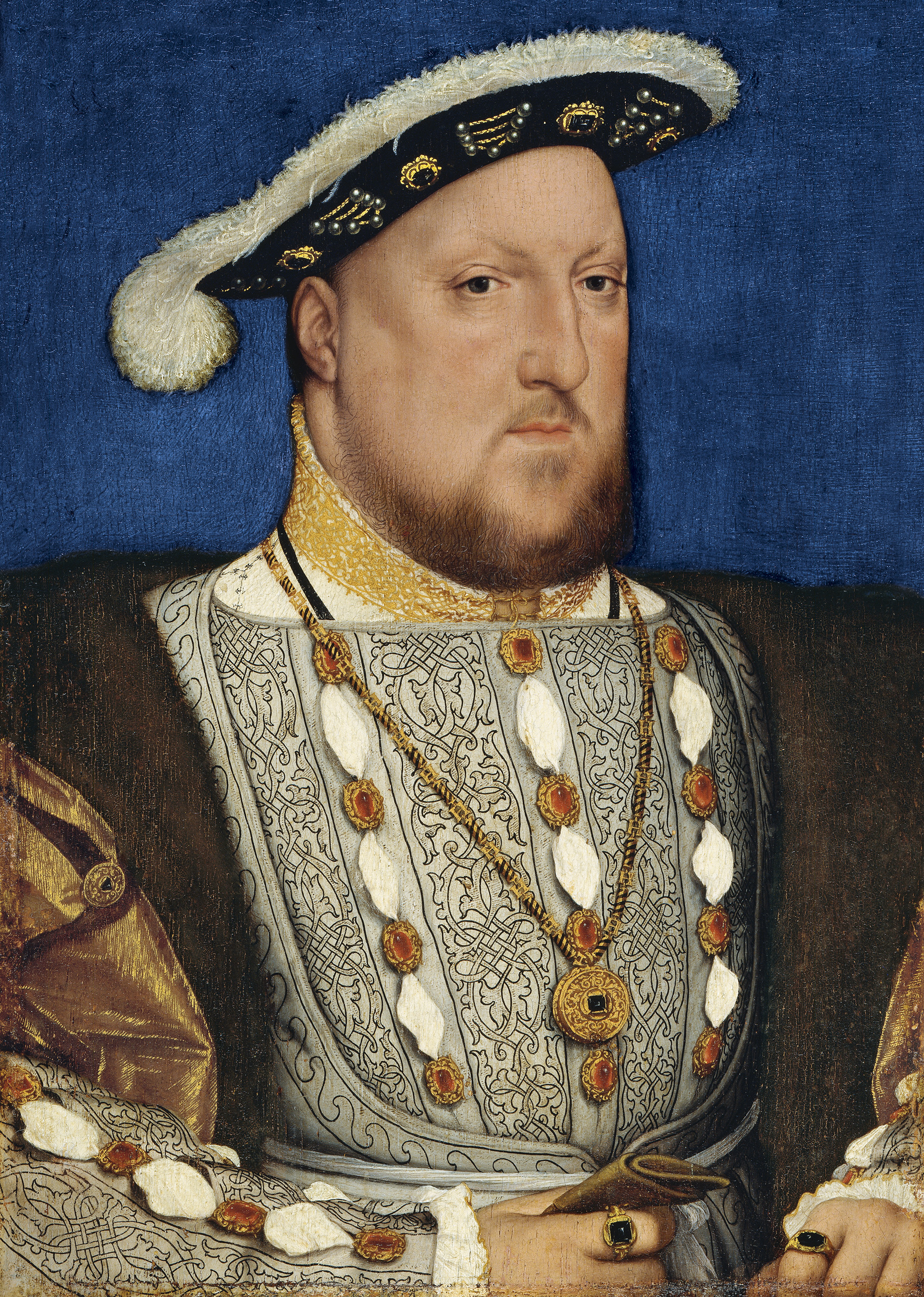
Holbein, Portrait d'Henri VIII d'Angleterre
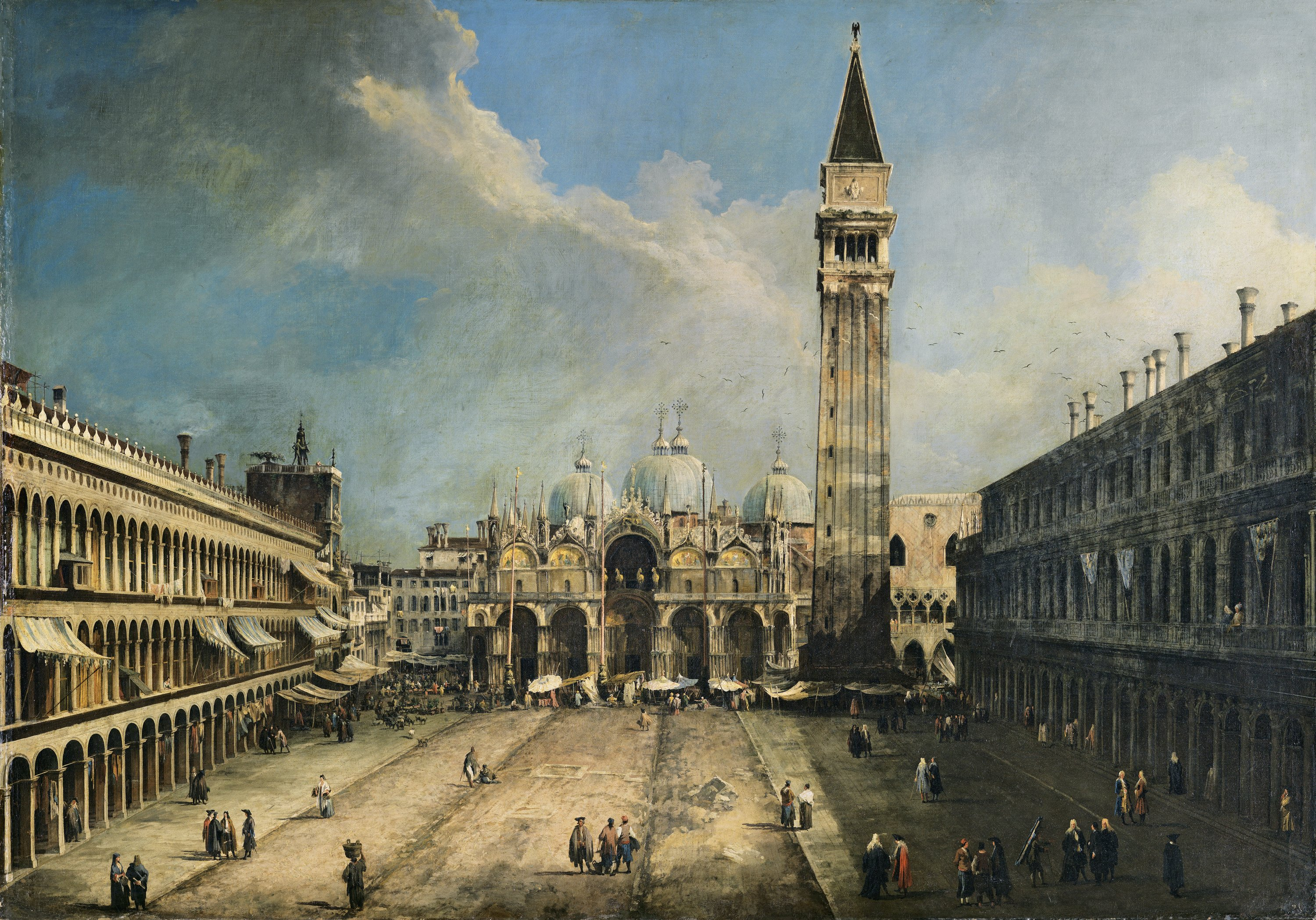
Canaletto, Vue de la place Saint-Marc à Venise
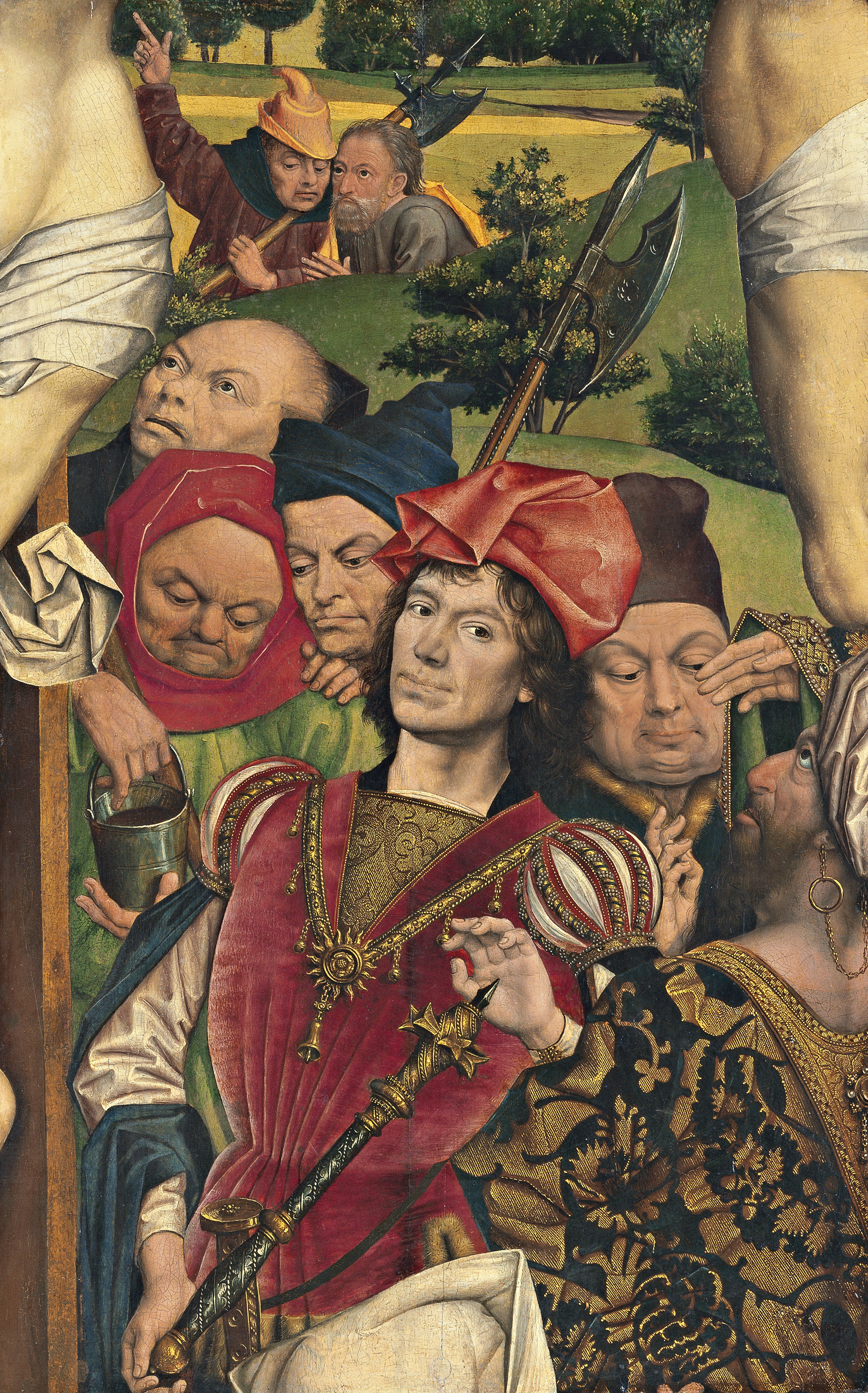
Derick Baegert, Le Bon Centurion
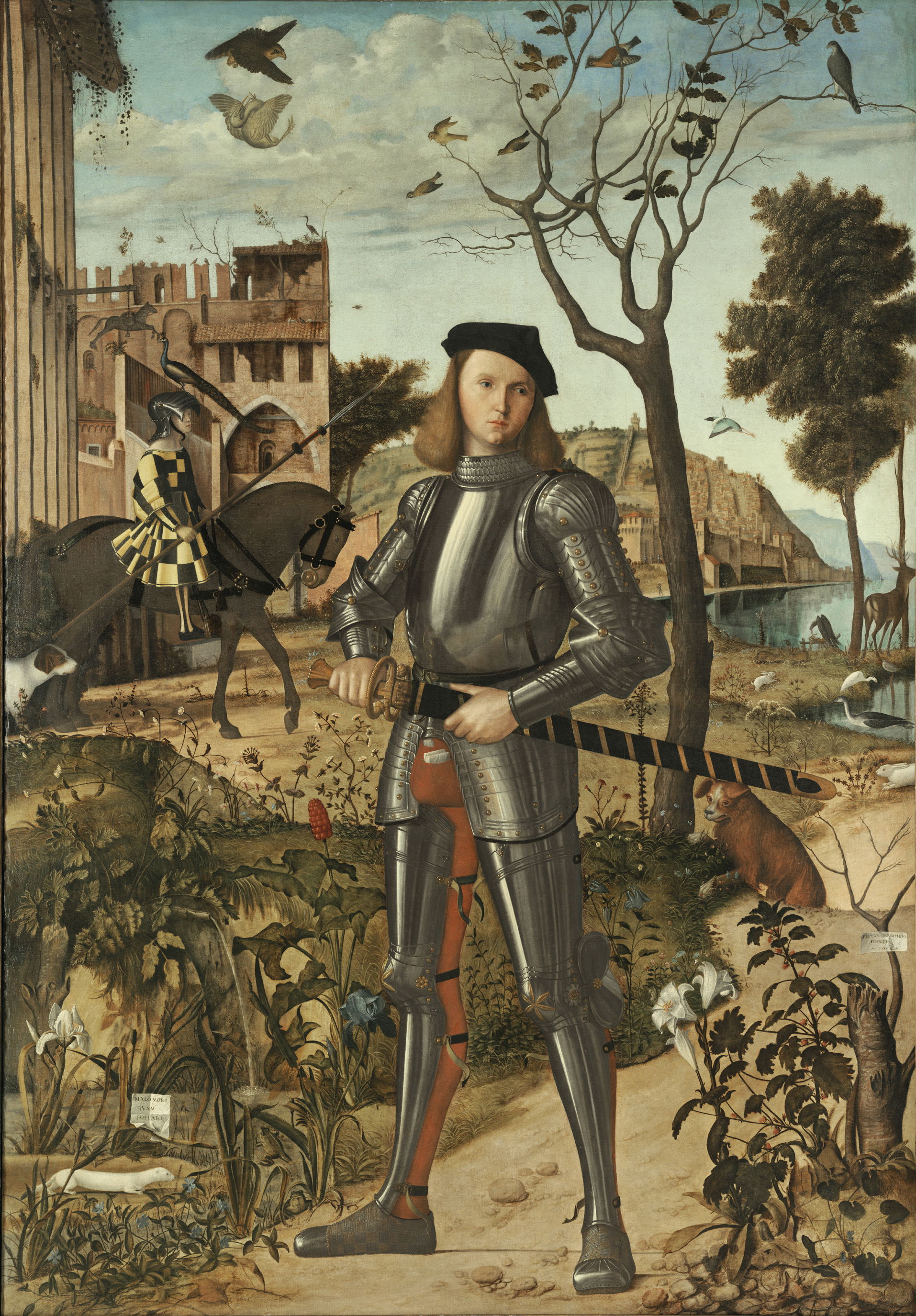
Vittore Carpaccio, Jeune Cavalier dans un paysage
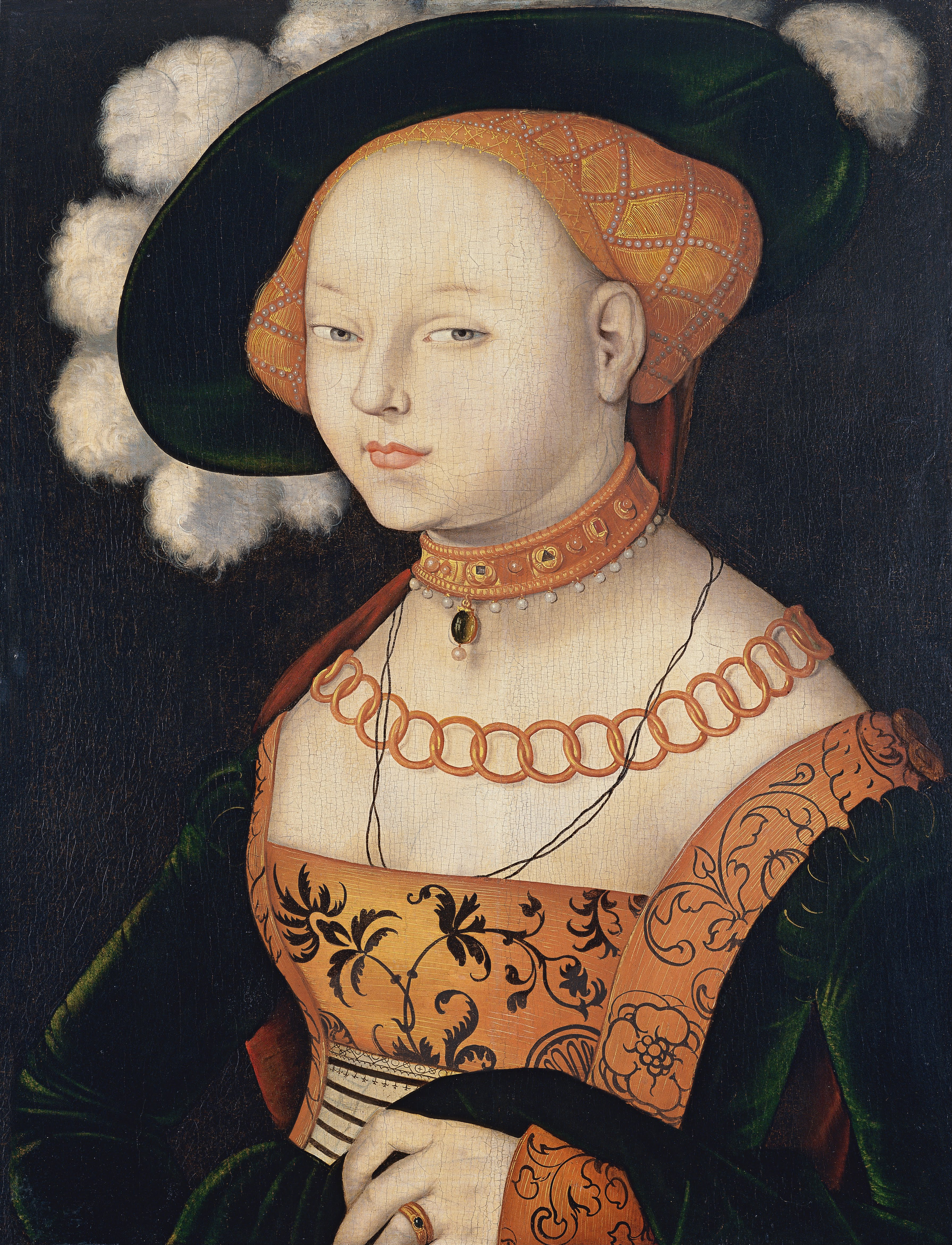
Hans Baldung Grien, Portrait d'une dame
Lucas Cranach, Nymphe à la fontaine
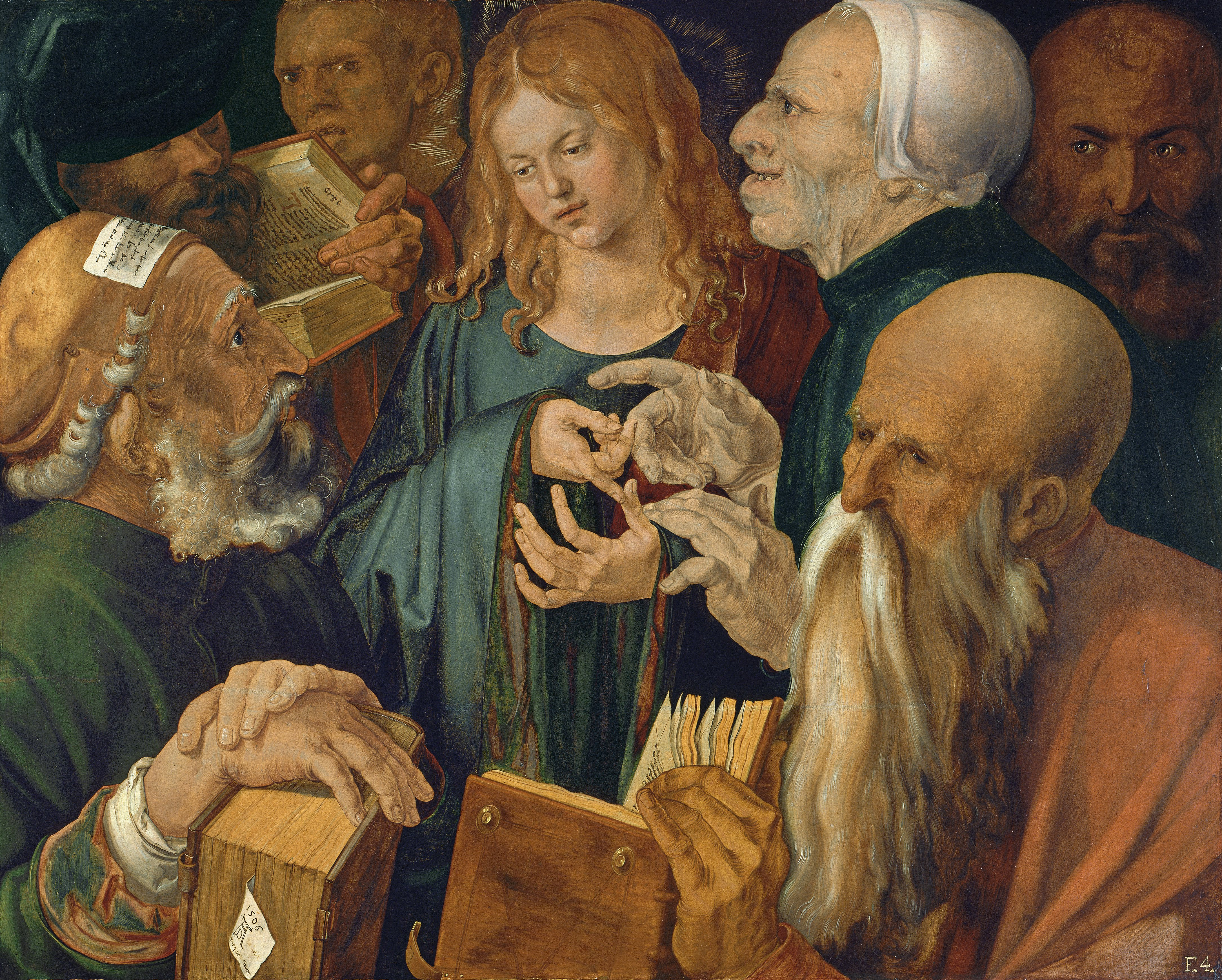
Albert Dürer, Jésus au milieu des docteurs
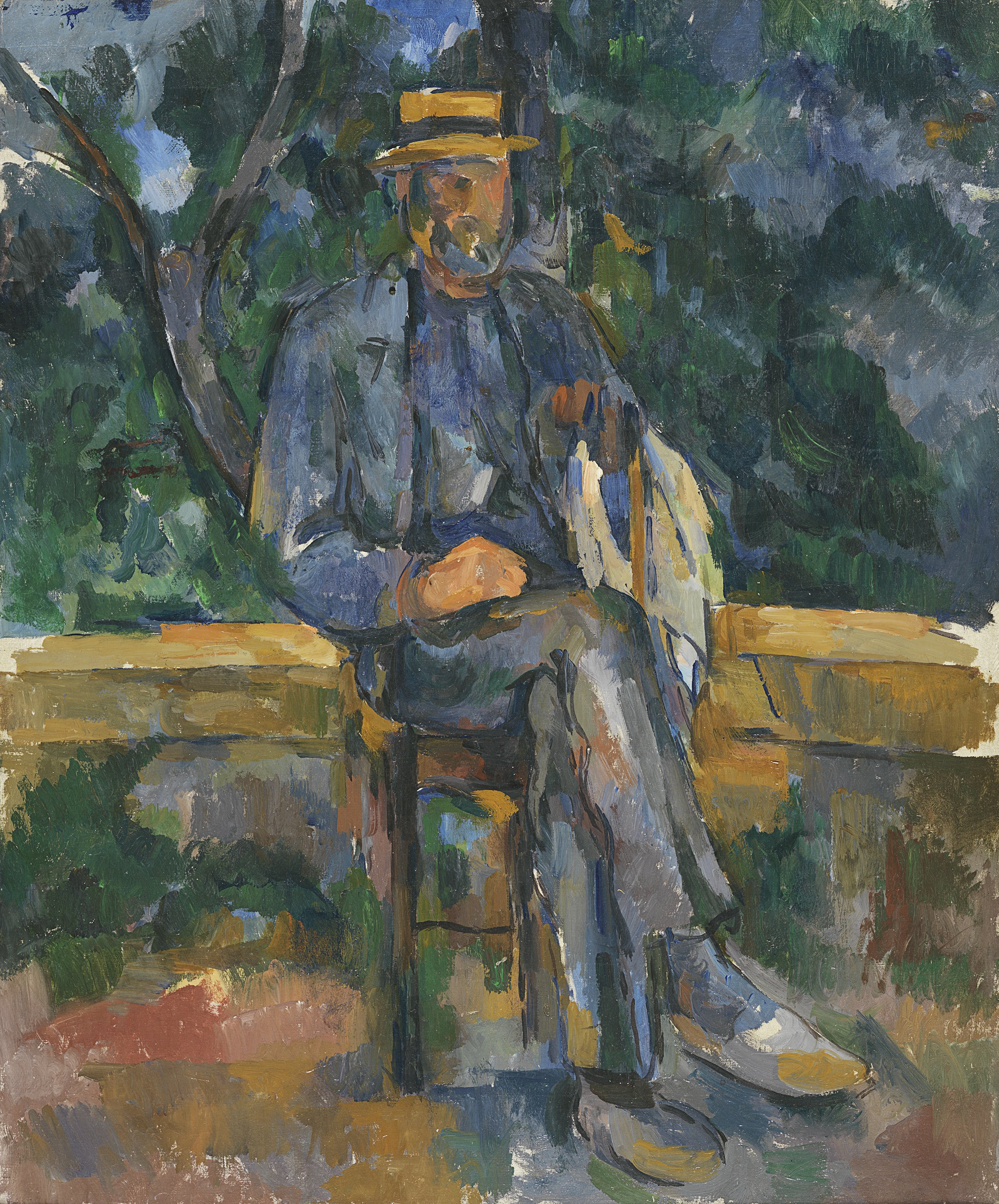
Paul Cézanne, Portrait d'un paysan
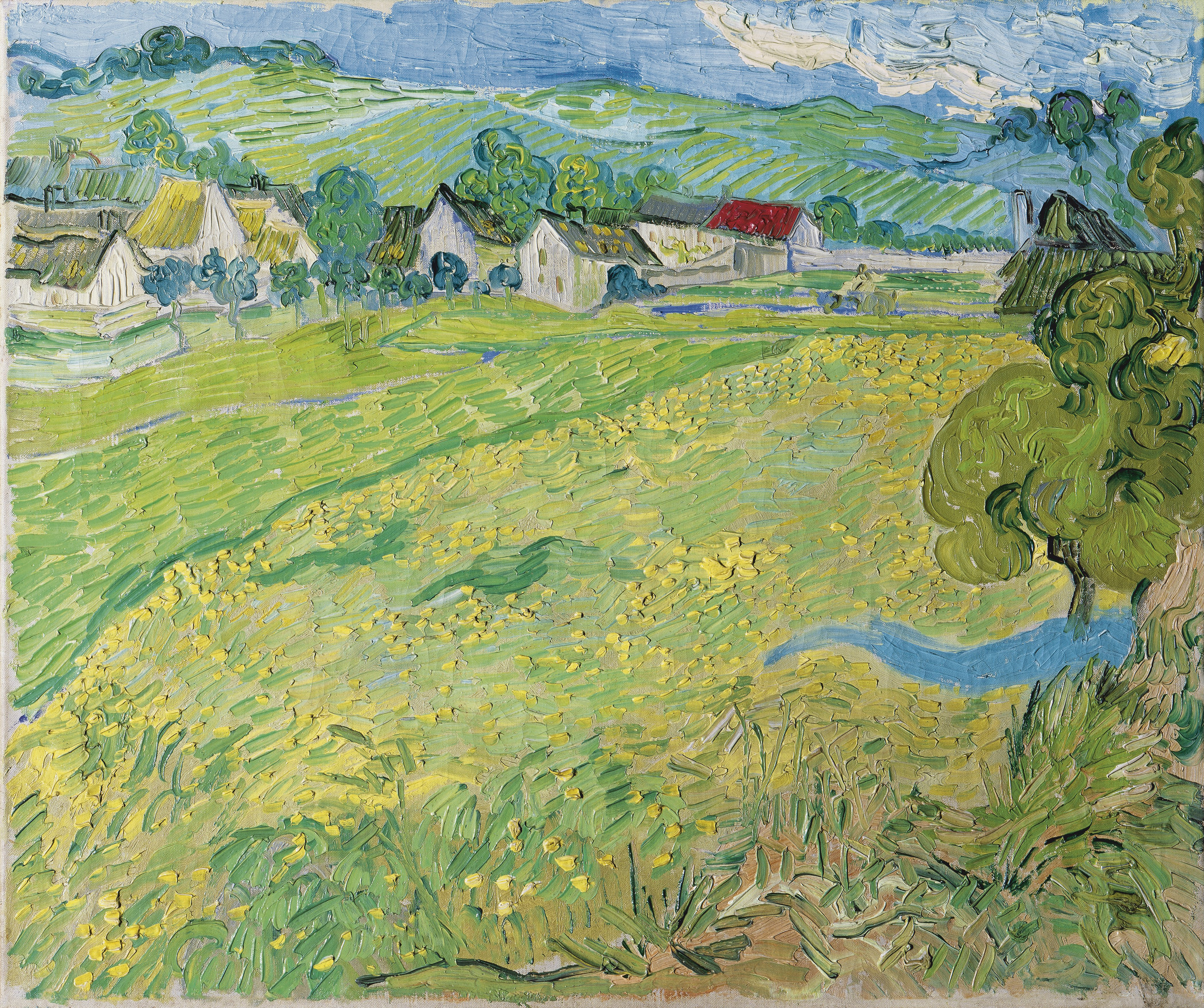
Vincent van Gogh, Les Vessenots à Auvers (1890)
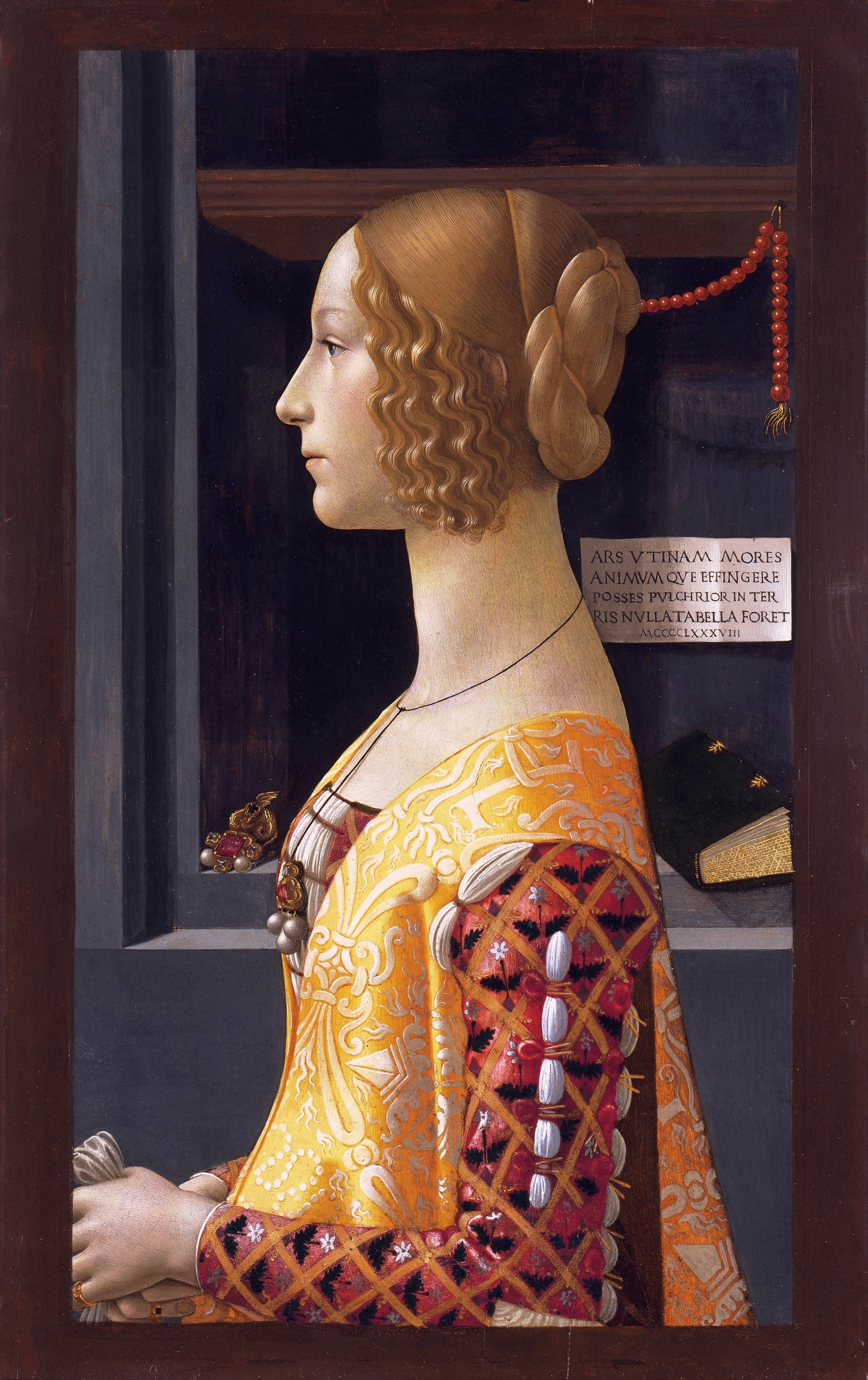
Domenico Ghirlandaio, Giovanna Tornabuoni
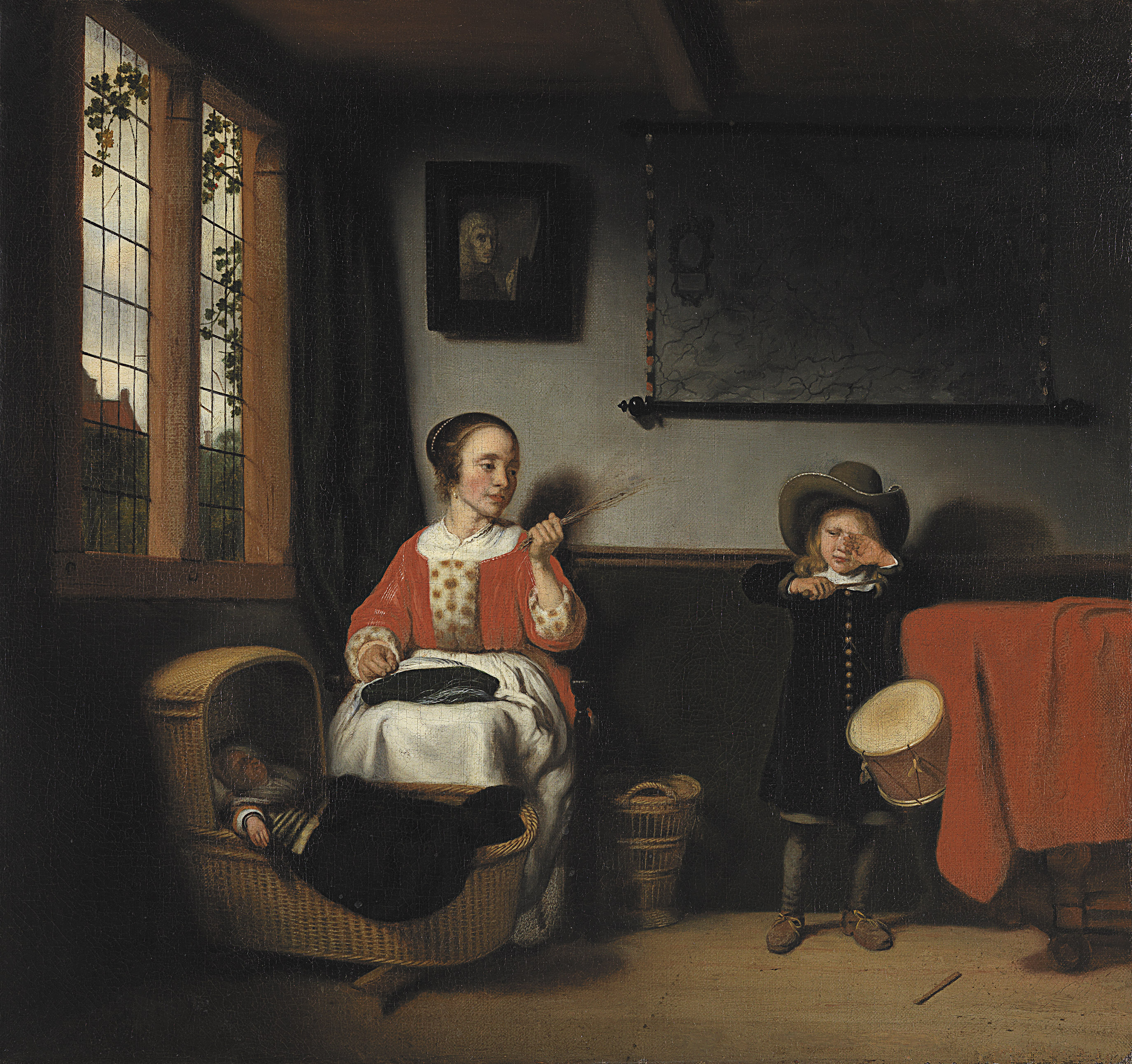
Nicolaes Maes, Le Tambour indiscipliné
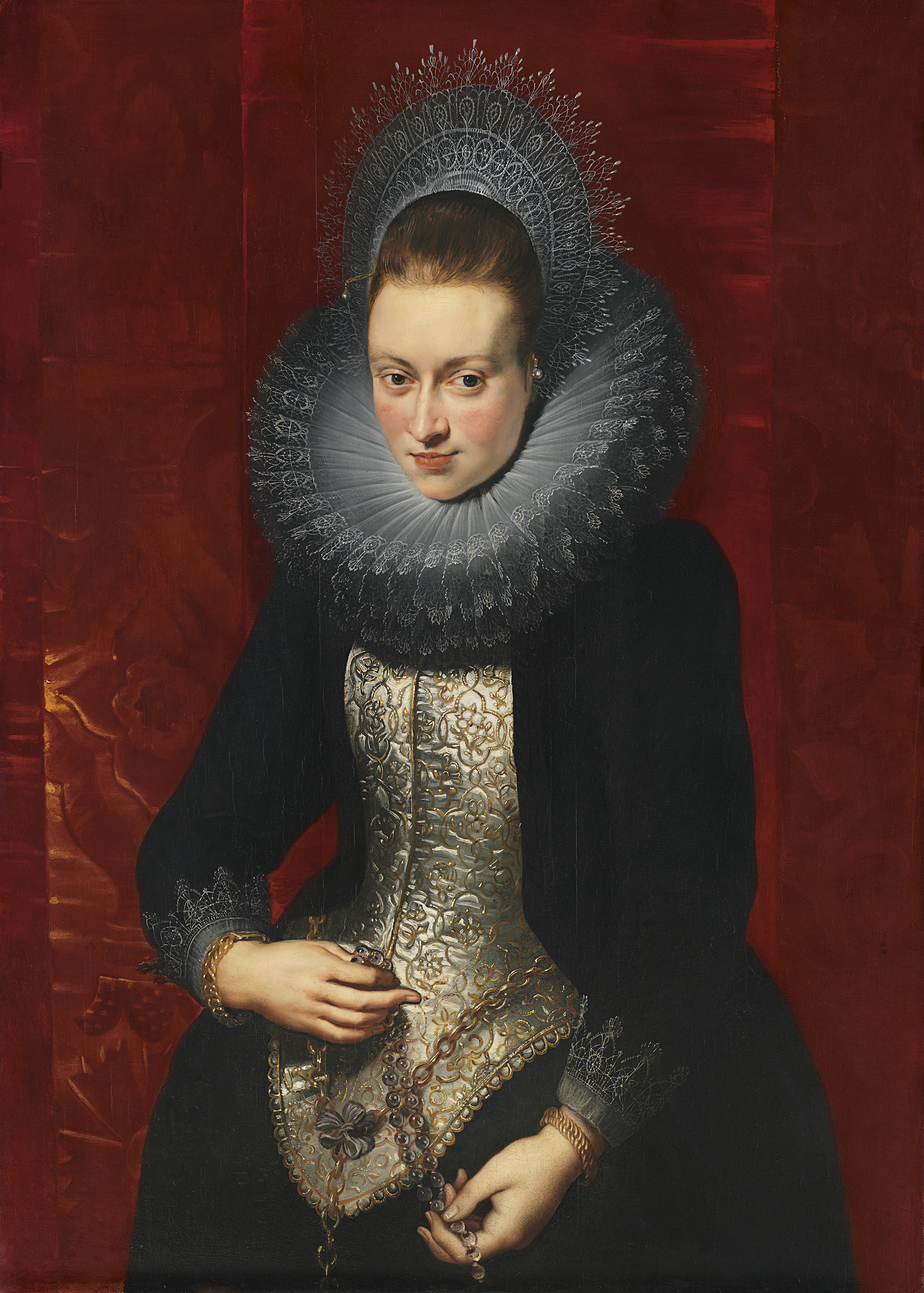
Pierre Paul Rubens, Portrait d'une jeune femme avec un rosaire